# Лоді-Веккіо
Лоді-Веккіо (італ. Lodi Vecchio) — муніципалітет в Італії, у регіоні Ломбардія, провінція Лоді.
Лоді-Веккіо розташоване на відстані близько 460 км на північний захід від Рима, 25 км на південний схід від Мілана, 9 км на захід від Лоді.
Населення — 7515 осіб (2014).

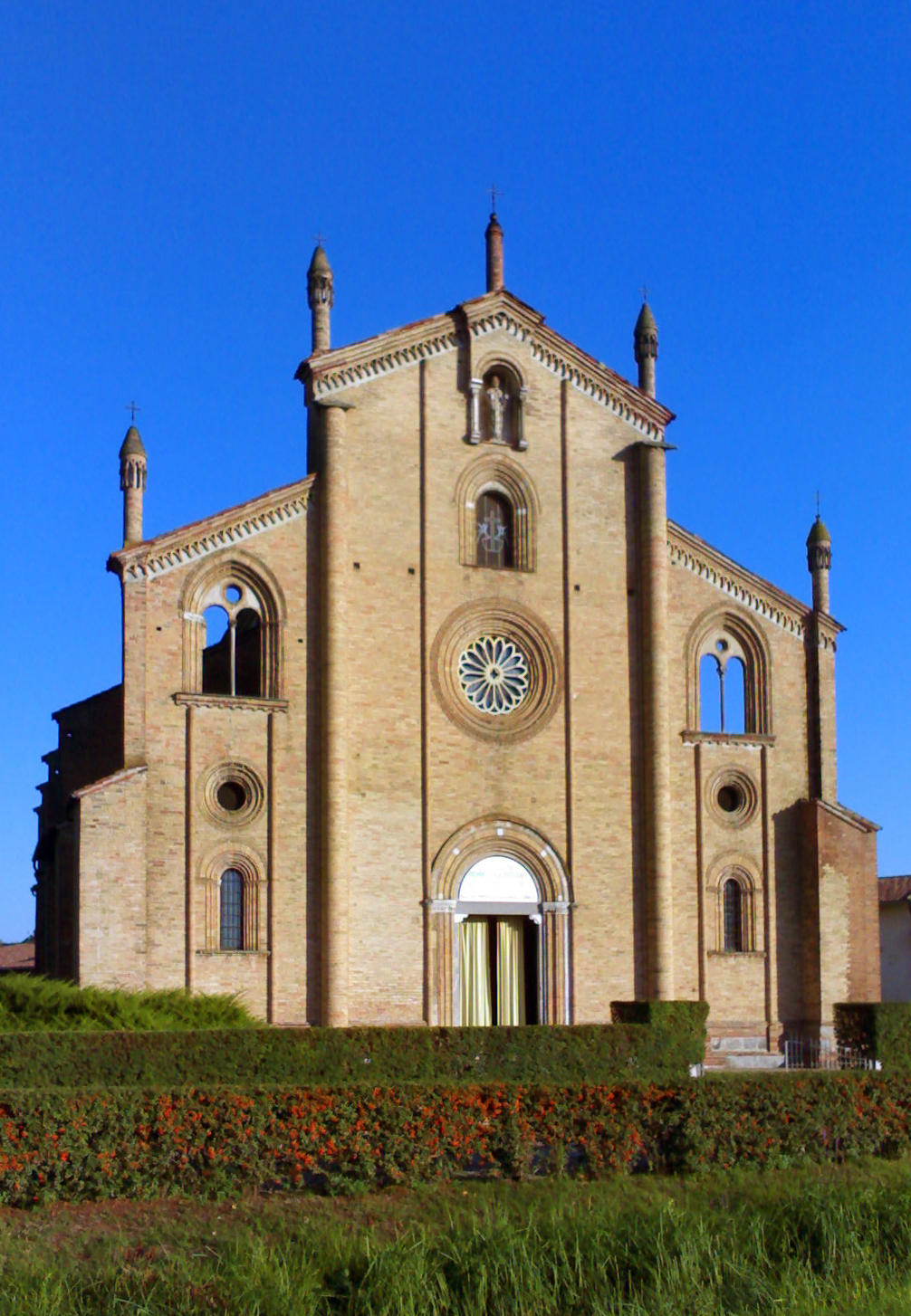

Щорічний фестиваль відбувається 7 квітня. Покровитель — святий Петро.

## Демографія
Населення за роками:

Станом на 1 січня 2023 року в муніципалітеті офіційно проживали 1084 іноземці з 54 країн, серед них 300 громадян країн Євросоюзу та 26 громадян України.

## Сусідні муніципалітети
- Борго-Сан-Джованні
- Корнельяно-Лауденсе
- Лоді
- П'єве-Фіссірага
- Салерано-суль-Ламбро
- Сан-Ценоне-аль-Ламбро
- Таваццано-кон-Віллавеско